# Enšakušana
Enšakušana war ein frühdynastischer König von Uruk etwa im 24. Jahrhundert vor Christus. Er war Sohn des Elili von Ur. Aufgrund einer Vaseninschrift ist bekannt, dass er einen Sieg gegen Enbi-Ištar von Kiš erringen konnte und von diesem gestohlenes Kultinventar in den Enliltempel zurückbrachte. Seit der Regierungszeit Enšakušanas war es zudem üblich, Urkunden mit Jahresnamen zu datieren: ein System, das bis in die altbabylonische Zeit fortleben sollte.